# Янки Роу (атомная электростанция)
Атомная электростанция Янки Роу (англ. Yankee Rowe Nuclear Power Station) — атомная электростанция, расположенная на реке Дирфилд в городе Роу на западе Массачусетса, США. Её водо-водяной реактор мощностью 180 МВт работал с 1961 по 1991 год и производил электроэнергию для потребителей Новой Англии. Электростанцию называли «Янки Роу» или просто «Роу», чтобы избежать путаницы с АЭС Вермонт Янки, еще одной атомной электростанцией, расположенной в соседнем Верноне, штат Вермонт, США. Вывод объекта из эксплуатации завершился в 2007 году.

## Первые электростанции
Первой электростанцией в этом районе была гидроэлектростанция WT Turner в городе Чарлемонт. Янки Атомик занимает второе место по местному наследию и историческому значению. Атомная электростанция Янки была третьей коммерческой атомной электростанцией, построенной в США, и первой, построенной в Новой Англии. Согласно нескольким источникам, Янки Роу была первым коммерческим водо-водяным реактором, работавшим в США. До неё существовала АЭС Шиппингорт, которая была построена не на коммерческой основе и опиралась на несколько непринятых коммерческими операторами технологий. АЭС Дрезден, коммерческий водо-водяной реактор, предшествовала открытию Янки Роу в 1960 году. Источники в правительстве США сообщают о первой самоподдерживающейся ядерной реакции в Дрезден-1 15 октября 1959 года и первой в Янки-Роу — 19 августа 1960 года. Янки Роу начала коммерческую деятельность в 1961 году. Электростанцию также называют первой крупномасштабной ядерной установкой в Соединенных Штатах.

## Строительство
Yankee Atomic Electric Company (YAEC) была зарегистрирована в Массачусетсе в 1954 году и спонсировалась десятью коммунальными предприятиями Новой Англии для строительства и эксплуатации электростанции. Владение проектом распределялось в следующем соотношении:
- Энергетическая компания Новой Англии 34,5%
- Коннектикутская легкая и энергетическая компания 24,5%
- Бостонская компания Эдисона 9,5%
- Центральная энергетическая компания штата Мэн 9,5%
- Компания коммунального обслуживания Нью-Гэмпшира 7,0%
- Западная Массачусетская Электрическая Компания 7,0%
- Корпорация государственных услуг Центрального Вермонта 3,5%
- Электрическая компания Содружества 2,5%
- Кембриджская компания электрического освещения 2,0%

Строительство электростанции было завершено в 1960 году и обошлось в 39 миллионов долларов. По словам технического консультанта Кеннета Николса, заместителя Лесли Гроувса по Манхэттенскому проекту, капитальные затраты составили 45 миллионов долларов при сметной стоимости в 57 миллионов долларов. Он писал, что атомные электростанции «Коннектикут Янки» и «Янки Роу» считались «экспериментальными». Не ожидалось, что они будут конкурентоспособными с углем и нефтью. Тем не менее они «стали конкурентоспособными из-за инфляции… и значительного роста цен на уголь и нефть.» Когда было объявлено о строительстве электростанции в Янки-Роу, адмирал Хайман Риковер утверждал, что «в столь низкий бюджет» в 57 миллионов долларов «будет невозможно уложиться… и неприятно видеть, как авторы проекта рискуют своей репутацией». Тем не менее Николс был уверен, что останется в определенных бюджетом рамках.
За свою 32-летнюю историю электростанция выработала более 34 миллиардов киловатт-часов электроэнергии, а коэффициент использования мощности за весь срок службы составил 74%.

## Вывод из эксплуатации
Янки Роу была преждевременно остановлена из-за опасений, связанных с охрупчиванием корпуса реактора. С тех пор возможность деформируемости тщательно проверяется на всех подобных электростанциях. В августе 2007 года Комиссия по ядерному регулированию объявила о завершении вывода Янки Роу из эксплуатации.
В своем плане на 2004 год компания Yankee Atomic указала, что в период с 1992 по 2003 год уже затратила 348 миллионов долларов США на вывод объекта из эксплуатации, а сметные затраты на дальнейший вывод из эксплуатации, непредвиденные расходы и хранение отработавшего топлива ожидались в размере 390 миллионов долларов. В общей сложности затраты на вывод станции из эксплуатации составили 508 миллионов долларов по сравнению с первоначальной оценкой в 368 миллионов долларов.

### Утилизация ядерных отходов
Хотя большая часть территории была признана безопасной, хранилище осталось под надзором Комиссии по ядерному регулированию США (NRC). К июню 2003 года отработанное ядерное топливо и отходы класса выше C хранились в построенном для этой цели контейнере под названием «Независимая установка для хранения отработавшего топлива» (Independent Spent Fuel Storage Installation, ISFSI). 
Хранилище отработавшего топлива занимает около 80 акров и будет эксплуатироваться компанией Yankee Atomic. Отходы хранятся в 15 канистрах с отработавшим топливом и в одном контейнере. Отходы класса выше C включают стержни управления реактором и другие удаленные радиоактивные элементы. Контейнер с такими отходами будет считаться безопасным через 500 лет. Ожидается, что отработанное топливо станет безопасным в течение 100 лет. Ядерные отходы содержатся в контейнерах из железобетона толщиной 21 дюйм, окружающих стальной лейнер толщиной 3,5 дюйма. Вес каждой бочки — 100 тонн. 16 бочек стоят на бетонной площадке толщиной 3 фута. Эта конструкция останется на объекте до тех пор, пока Министерство энергетики США не завершит строительство постоянного федерального хранилища для отработанного топлива ядерных реакторов. По завершении строительства отработавшее топливо, хранящееся в Роу, будет в него перевезено.